# Aux

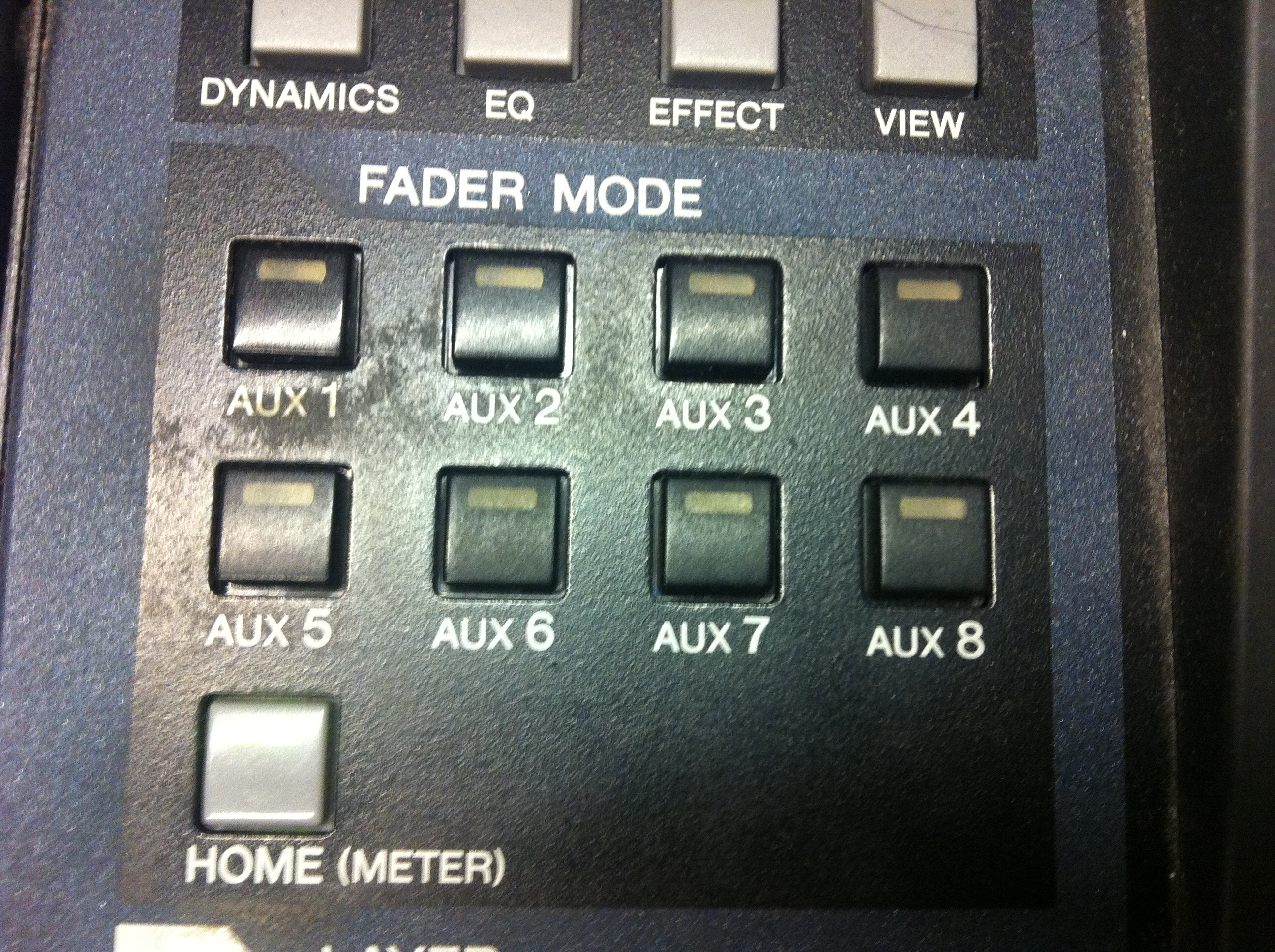
Aux knappar som väljer Aux

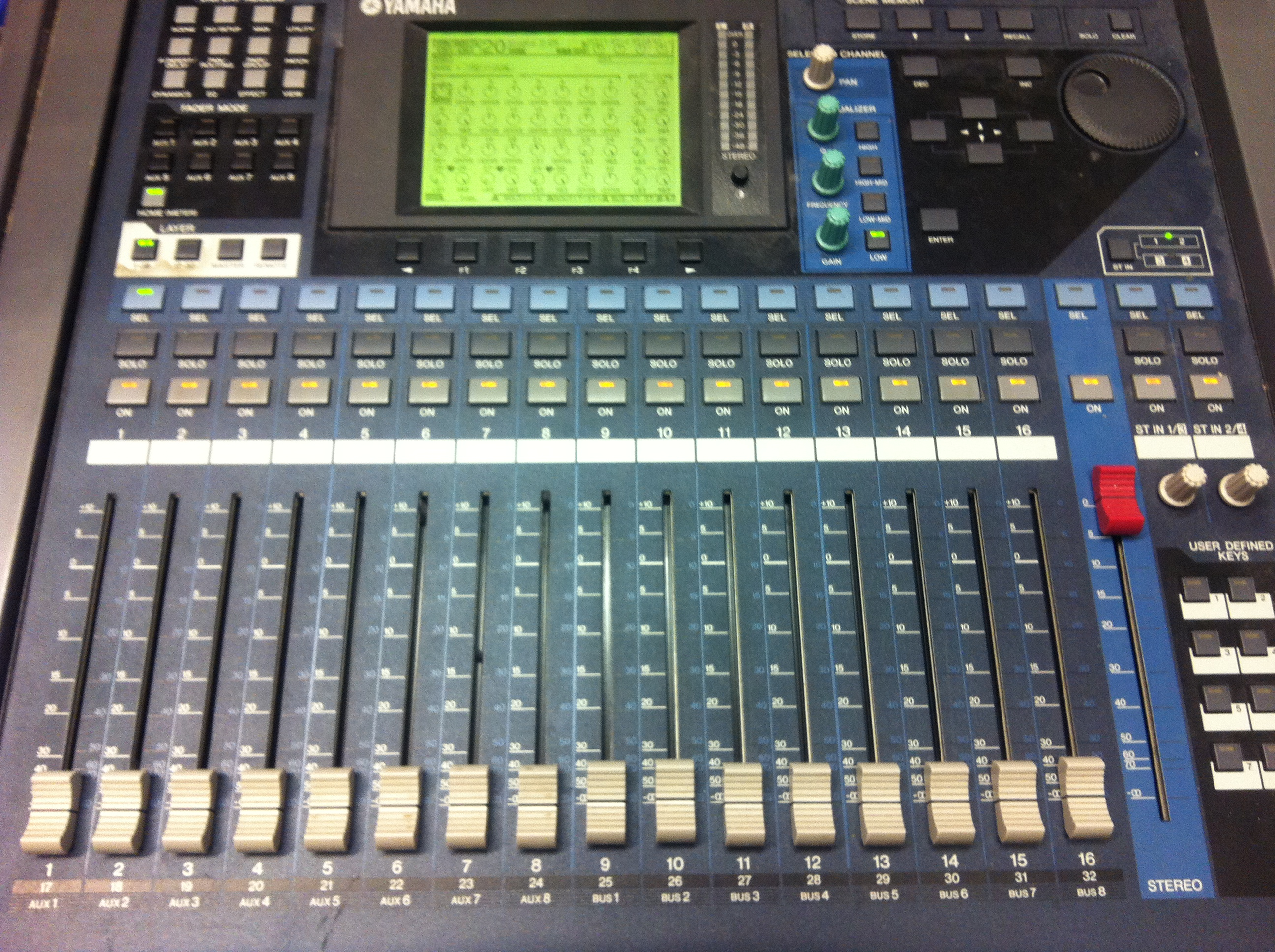
Ett digitalt mixerbord

Aux är en förkortning av engelska ordet "auxiliary", som betyder "hjälpare".
AUX-send är ett hjälpmedel för ljudtekniker för att kunna skicka och ta emot separata ljudsignaler till och från utvalda ställen.

## Skicka via Aux
I live-sammanhang inom ljudteknik så kontrollerar man bl.a. medhörningen på scenen via AUX. På de flesta ljudbord finns det fler än en AUX och ju fler man har desto fler mixar kan man skicka. Tekniken ser annorlunda ut beroende på vilket ljudbord man har.
På analoga ljudbord så sitter det AUX-rattar på varje kanal. Vill du ha mer sång i AUX 1 så går du till sångkanalen och skruvar upp AUX 1. Master-ratten för AUX 1 sitter oftast borta vid Master-regeln. Den kontrollerar helhetsljudet för AUX 1.
På digitala ljudbord så trycker man in en knapp där det står AUX 1. Då kan du börja skapa den mix du vill skicka till AUX 1 genom att dra upp reglarna på de instrument du vill ha med. Då fungerar Master-regeln som Master för AUX 1 (endast när knappen är intryckt).

## Ta emot via Aux
Ett exempel när man använder en AUX för att ta emot signaler är en bilstereo. Då fungerar AUX som en alternativ ljudkälla, andra alternativa ljudkällor kan vara radio eller kassettband. Man kopplar då in det man vill spela (t.ex. en mp3-spelare) via en kabel till AUX-uttaget. I mixern väljer man läge AUX.